# Môi trường xã hội
Môi trường xã hội là môi trường mà con người là nhân tố trung tâm, tham gia và chi phối môi trường.
Môi trường xã hội bao gồm: chính trị, kinh tế, văn hoá, thể thao, lịch sử, giáo dục... xoay quanh con người và con người lấy đó làm nguồn sống, làm mục tiêu cho mình.
Môi trường xã hội tốt thì các nhân tố cấu thành môi trường sẽ bổ trợ cho nhau, con người sống sẽ được hưởng đầy đủ các quyền: sống, làm việc, cống hiến, hưởng thụ.
Mặt trái của môi trường xã hội là các tệ nạn xã hội.